# Alessandra Karpoff
Alessandra Karpoff (Milano, 3 giugno 1963) è una doppiatrice e direttrice del doppiaggio italiana.

## Biografia
Dopo aver frequentato la scuola del Teatro libero di via Savona a Milano, nel 1982 entra nell'ambiente del doppiaggio milanese, dove lavora tuttora. Ha dato voce a numerosi personaggi femminili di anime e cartoni animati, come Misty (nella serie dei Pokémon) o Fantaghirò (nell'omonima serie).
Nel 1991 ha interpretato come attrice il ruolo di Regina nella pellicola Le nuvole sotto il cuscino, dopo aver avuto una piccola parte nella serie Don Tonino, nell'episodio Don Tonino e la casa dei veleni.

## Doppiaggio

### Cinema
- Julie Delpy in Due giorni a New York, Lolo - Giù le mani da mia madre
- Alyssa Milano in Piscine - Incontri a Beverly Hills
- Chloë Sevigny in Palmetto - Un torbido inganno
- Eihi Shiina in Audition
- Paula Schramm in La tribù del pallone - L'ultimo goal
- Elena Morozova in Mars - Dove nascono i sogni
- Jo Hartley in This Is England
- Amélie Daure in Frontiers - Ai confini dell'inferno
- Anne Bennent in Séraphine
- Lara Cox in Presa mortale 2
- Marin Hinkle in WW3 - La Terza guerra mondiale
- Charley Fouquet ne Il raid
- Lily Rains in Ghost Image
- Shelah Horsdal in Io & Marley 2 - Il terribile
- Julia Kijowska in In Darkness
- Connie Nielsen in Il ricevitore è la spia
- Pascale Arbillot in Proiettile vagante

### Film d'animazione
- Misty in Pokémon il film - Mewtwo contro Mew, Pokémon 2 - La forza di uno, Pokémon 3 - L'incantesimo degli Unown, Pokémon 4Ever, Pokémon Heroes, Pokémon: Mewtwo colpisce ancora - L'evoluzione
- Eri Kisaki in Detective Conan - Il mago del cielo d'argento, Detective Conan - Requiem per un detective, Detective Conan: Episode "One" - Il detective rimpicciolito
- Fallon Casey in Barbie e l'avventura nell'oceano, Barbie e l'avventura nell'oceano 2
- Sundance in Mio mini pony - Il film
- Sulia Godamas in Fatal Fury: The Motion Picture
- Shoko in Bounty Dog
- Milena/Sailor Neptune in Sailor Moon S The Movie - Il cristallo del cuore
- Morea/Sailor Jupiter in Sailor Moon SuperS The Movie - Il Mistero dei sogni
- Fukuko Yanagizawa in Le voci della nostra infanzia
- Jeanette Miller in Alvin Superstar incontra l'Uomo Lupo
- Juanita in Il film Pokémon: Nero - Victini e Reshiram e Bianco - Victini e Zekrom
- Charlotte in Samurai Spirits - Apocalisse a Edo
- Jodie Landon in Daria - The Movie: È già autunno?
- Hikaru Amano in Mobile Battleship Nadesico - The Movie - Il principe delle tenebre
- Arte Sema in Castigo Celeste XX Angel Rabbie
- Fukuko Yanagizawa ne Le voci della nostra infanzia
- Rose Thomas in Fullmetal Alchemist - The Movie: Il conquistatore di Shamballa
- Marlene Roberts in Barbie e il cavallo leggendario
- Cheryl in Billy il koala
- Brûlé in One Piece Film: Red

### Serie televisive
- Keegan Connor Tracy in Jake 2.0, Dentro la TV
- Ellen Dolan, Ellen Parker, Nancy Bell, Amanda Serkasevich e Nina Landey (2ª voce) in Sentieri
- Renessa Blitz, Jennie Levesque, Caterina Scorsone e altre attrici in Piccoli brividi[1]
- Elisabetta Odino e Giordano Garramone in Love Me Licia
- Cusi Cram e Ava Haddad (2ª voce) in Una vita da vivere
- Theresa Scholze in Alisa - Segui il tuo cuore
- Angela Boj in Una vita
- Ashley Williams in How I Met Your Mother
- Jane Krakowski in Ally McBeal
- Marina Grandi in Licia dolce Licia
- Natasha Silver in Undressed
- Bridie Carter in Le sorelle McLeod
- Lisa Arch in 100 cose da fare prima del liceo
- Andie MacDowell in Jane - Stilista per caso
- Theresa Scholze in Alisa - Segui il tuo cuore
- Allie Byrne in Call Red
- Kristen Miller in USA High
- Katija Pevec in Just for Kicks - Pazze per il calcio
- Jennifer Holmes in Newhart
- Suranne Jones in Vincent

### Serie animate
- Misty in Pokémon, Pokémon - Oltre i cieli dell'avventura, Always Pokémon, Pokémon: Johto League Champions, Pokémon: Master Quest,Pokémon Advanced, Pokémon: Advanced Challenge, Pokémon Advanced Battle, Pokémon Sole e Luna
- Psi in Imbarchiamoci per un grande viaggio, Grandi uomini per grandi idee, Ai confini dell'universo
- Ronda de La Voce di Sinnoh, Fannie in Pokémon Diamante e Perla: Battle Dimension e Pokémon Diamante e Perla: I Vincitori della Lega di Sinnoh
- April O'Neil in Tartarughe Ninja e Teenage Mutant Ninja Turtles Fast Forward
- Sabrina Spellman in Sabrina, Sabrina: La mia vita segreta
- Nikki Watkins in Barbie - Life in the Dreamhouse e Barbie Dreamhouse Adventures
- Morea/Sailor Jupiter in Sailor Moon e il mistero dei sogni, Petali di stelle per Sailor Moon
- Moko in Lo Specchio Magico, Stilly e lo specchio magico
- Luce in Magic Knight Rayearth, Rayearth - Il sogno di Emeraude (doppiaggio Yamato Video)
- Rapture/Phoebe Ashe, Krissie, Video/Vivien Montgomery (1ª voce) e Danse/Giselle Dvorak (1ª voce) in Jem[2]
- Ayako Suzuki (1ª voce), Azusa Enomoto (1ª voce), Eri Kisaki (3ª voce) e Naeko Miike (3ª voce) in Detective Conan
- Lilian Meridian e Sorella minore di Brock in Pokémon: Battle Frontier
- J e Camilla in Pokémon Diamante e Perla
- Isis e Madre di Leona in Pokémon Diamante e Perla: Battle Dimension
- Carolina e Assistente del Professor Rowan in Pokémon Diamante e Perla: Lotte Galattiche
- Rea/Sailor Mars e Akiko Yanagi  in Sailor Moon
- Manuela e Grinta in Kiss Me Licia[3]
- Mary Wiverley e Sophie Montgomery in Milly - Un giorno dopo l'altro[4]
- Risley e cameriera in Alpen Rose
- Jun Tao e Hao Asakura da piccolo in Shaman King
- Chicca (1ª voce) e Tiziana in Prendi il mondo e vai
- Punya e Sesamina in Luna principessa argentata
- Lucy van Pelt in Un grandissimo compleanno, Charlie Brown!, Charlie Brown e il pifferaio magico[5][6]
- Pierrette in C'era una volta... la Terra
- Delphinium in Blue Dragon
- Aelita Schaeffer (2ª voce) in Code Lyoko
- Caterina in Mimì e la nazionale di pallavolo (doppiaggio 1995)
- Fantaghirò in Fantaghirò
- Mascherina in Vola mio mini pony
- Amarena in Super Mario
- Sam in Totally Spies! - Che magnifiche spie!
- Wanda Li in Allacciate le cinture! Viaggiando si impara
- Debbie Thornberry in La famiglia della giungla
- Jennifer "Jenny" Wakeman (XJ-9) in Teenage Robot
- Harley Quinn in Batman
- Betty Styles in Odd Job Jack
- Judy in Æon Flux
- Florrie in Raccontami una storia
- Nanette Manoir (2ª voce) in Angela Anaconda
- Chrissy's Mom in Maya & Miguel
- Arena in Gladiator Academy
- Voce narrante in La mucca Connie (seconda parte degli episodi)
- Audrey in Calimero
- Biscuit Krueger in Hunter × Hunter
- Elisa in Pokémon Advanced Battle
- Ako in Pokémon Advanced
- Milena/Sailor Neptune in Sailor Moon e il cristallo del cuore
- Grazia in Memole dolce Memole
- Anna in Maple Town - Un nido di simpatia
- Alyssa in Rossana
- Mai Kazuki/Emi in Magica magica Emi
- Ko in Un regno magico per Sally
- Hilary in Fiocchi di cotone per Jeanie
- Arimi (1ª voce) in Piccoli problemi di cuore
- Marzia in Un fiocco per sognare, un fiocco per cambiare
- Sandybell in Hello Sandybell (2ª ediz.)
- Martina in Martina e il campanello misterioso
- Celenike Icecolle Yggdmillenia in Fate/Apocrypha
- Carolina in Mirmo
- Natsumi Hinata in Keroro
- Marina in Let's & Go - Sulle ali di un turbo
- Cheryl Melville in Un oceano di avventure
- Martina in Un incantesimo dischiuso tra i petali del tempo per Rina
- Shoryuki in Una miss scacciafantasmi
- Cosetta in Remy la bambina senza famiglia
- Principessa Picci in What a mess Slump e Arale (nel remake 1997)
- Sara in È un po' magia per Terry e Maggie
- Roberta in È quasi magia Johnny
- Cindy (1ª voce) in Alé alé alé o-o
- Edvige in Cantiamo insieme
- Lady in I segreti dell'isola misteriosa
- Miha Izuki/Fancy Lala in Fancy Lala
- Maestra dell'asilo in Aka-chan to boku
- Susan in Sun College (dal 40° ep.)
- Petra in Flint a spasso nel tempo
- Yukiko Kudo e Utako Ohkawa in Clamp Detectives
- Relena Darlian in Gundam Wing
- Mara in Dragon Quest
- Veronica in Automodelli Mini 4WD
- Sylviana in Cosmowarrior Zero
- Satsuki Arashiyama in Nanaka - Ma quanti anni hai?
- Benten negli OAV di Lamù
- Extra in Idol Project
- Umi in L'irresponsabile capitano Tylor
- Yuzuriha Nekoi in X
- Shiori in Capricciosa Orange Road
- Ayuko in Golden Boy
- Keiko Yukimura in Yu Yu Hakusho
- Rena Rune in Aquarion
- Rose Thomas in Fullmetal Alchemist
- Sherry Bellmont in Zatch Bell!
- Kei Kuruma in Project ARMS
- Reiko in Platinumhugen Ordian
- Lady Bat in Mermaid Melody - Principesse sirene
- Akemi Roppongi in Maison Ikkoku - Cara dolce Kyoko (OAV)
- Cordelia in Romeo × Juliet
- Leena in Zoids
- Reina in Angel's Friends
- Rina in Lisa e Seya un solo cuore per lo stesso segreto
- Helen in Claymore
- Katty Katswell in T.U.F.F. Puppy
- Zoe Trent in Littlest Pet Shop
- Pakura in Naruto Shippuden
- Kaoruko Higashiyama in Kilari
- Suzumebachi In Naruto
- Mamma in Holly Hobbie[7]
- Tree Hugger in My Little Pony - L'amicizia è magica
- Minami in Comic Party
- Ming Yang in Mila e Shiro - Il sogno continua
- L'assistente di Mr. Satan in Dragon Ball Super
- Tara Bytes in Berry Bees
- Madre di Chen Xiao in Link Click
- Candice Catnipp in Bleach: Thousand Year Blood War

### Videogiochi
- Rena in Elsword (2011)[8]
- Sindaco Gleeson in LEGO City Undercover (2013)
- Al in Jurassic World Evolution 2 (2022)[9]
- Augustine/Storekeeper in The Casting of Frank Stone (2024) [10]

## Direzione del doppiaggio
- Holly Hobbie,[7] Scream Street'[11]

## Filmografia
- Don Tonino - serie TV, episodio 2.5 (1990)
- Le nuvole sotto il cuscino, regia di Fulvio Accialini e Lucia Coluccelli (1991)